# Shoreline Amphitheatre
Das Shoreline Amphitheatre ist ein Amphitheater in Mountain View,  Kalifornien.

## Geschichte und Nutzung
Das Veranstaltungsgelände wurde in den Jahren 1985 bis 1986 von der Stadt Mountain View in Kooperation mit Bill Graham als Teil des Shoreline Park Projektes entwickelt. Während das Unternehmen Live Nation Entertainment das Gelände betreibt, ist es seit 1985 im Besitz der Stadt.
Das Amphitheater wird für Konzerte genutzt und fasst bis zu 30.000 Besucher unter Einbeziehung des Parkplatzes und des gesamten Geländes.
Neben zahlreichen Musikfestivals wie All That! Music and More Festival, Anger Management Tour, Area Festival, BeachFest, Bridge School Benefit von Neil Young, Country Throwdown Tour, Crüe Fest, Crüe Fest 2, Download Festival, Family Values Tour, FoolFest, Furthur Festival, Gathering of the Tribes Festival, H.O.R.D.E. Festival, Harmony By the Bay Festival, Honda Civic Tour, Identity Festival, I Love This City Festival, KITS Live 105's BFD, KOME X-Fest, Lilith Fair, Lollapalooza, Mayhem Festival, Ozzfest, Projekt Revolution, Rock the Bells Festival, Sprite Liquid Mix Tour, Uproar Festival und die Warped Tour spielten auch international bekannte Musiker wie die Bee Gees, Eric Clapton und Prince im Shoreline Amphitheatre.
Seit 2016 ist das Amphitheater Veranstaltungsort der jährlichen Google-Entwicklerkonferenz Google I/O.